# Carl Boije
Carl Boije i SDB noterad som Boye, född 20 augusti 1753 i Altuna socken, Uppsala län, död 30 november 1831 i Klara församling, Stockholm, var en svensk ämbetsman.
Boijes föräldrar var komminister Carl Boje och hans hustru Sara Christina Enerot.
Boije var kanslist i Svea hovrätt 1791, notarie 1798, assessor 1805 och hovrättsråd 1821-1825.
Han invaldes som ledamot nummer 136 i Kungliga Musikaliska Akademien den 23 januari 1793.